# Macroptilium
Macroptilium es un género de plantas con flores con 27 especies perteneciente a la familia Fabaceae. Es originario de América.

## Descripción
Hierbas suberectas o bejucos rastreros o trepadores, anuales o (más frecuente) perennes, las ramitas pubescentes con tricomas simples, sin espinas; estípulas nervadas. Hojas imparipinnadamente compuestas (en CR); pecíolo alargado, sin nectarios glandulares; raquis sin nectarios glandulares; folíolos 3 (en CR), los laterales a veces lobulados. Infls. axilares, pseudorracemosas, largamente pedunculadas, con brácteas a veces fasciculadas en la base del pedúnculo y bractéolas lanceoladas, caducas. Fls. anaranjadas a rojas o rosadas a púrpura, zigomorfas, subsésiles; sépalos connatos en un cáliz tubular o campanulado, 5-dentado, los dientes superiores muy divididos y más grandes que los inferiores; pétalos 5, variadamente coherentes, el estandarte reflexo arriba, orbicular a obovado, con 2 aurículas basales, las alas más largas que el estandarte, la quilla fuertemente recurvada distalmente; estambres 10, los filamentos connatos (excepto con 1 separado); anteras sin glándulas. Frs. pardos, lineares, subcilíndricos o falcados, coriáceos, dehiscentes, las valvas espiraladas cuando secas; semillas 1–varias, pardas a negras y punteadas, oblongoides a reniformes, sin arilo.

## Taxonomía
El género Macroptilium fue descrito en 1928 por Ignatz Urban, sobre un basónimo de George Bentham, en Symbolae Antillanae 9: 457.

### Etimología
Macroptilium: nombre genérico que se compone de las raíces griegas μακρός (makros) 'grande' y πτιλον (ptilon) 'ala' = "gran ala"; en referencia a que, en las flores de este género, las alas son más grandes que el estandarte y la quilla (ver Faboideae para una descripción de las flores de la subfamilia).

### Especies seleccionadas
- Macroptilium arenarium
- Macroptilium atropurpureum
- Macroptilium brachycalyx
- Macroptilium bracteatum
- Macroptilium chacoensis
- Macroptilium domingense
- Macroptilium ekmanianum
- Macroptilium erythroloma
- Macroptilium geophilum
- Macroptilium gibbosifolium